# Orden europea de investigación en materia penal
La Orden Europea de Investigación en materia penal (OEI) es una resolución judicial emitida o validada por una autoridad judicial de un Estado miembro de la Unión Europea para llevar a cabo una o varias medidas de investigación en otro Estado miembro de la Unión Europea con vistas a obtener pruebas en una investigación criminal o tener acceso a las ya obtenidas por otros Estados miembro de la Unión. Comprenderá todas las medidas de investigación con excepción de la creación de un equipo conjunto de investigación y la obtención de pruebas en dicho equipo por ser dicha materia objeto de regulación en el Convenio de asistencia judicial en materia penal entre los Estados miembros de la Unión Europea y en la Decisión Marco 2002/465/JAI del Consejo.
La Directiva fue adoptada, en base al artículo 82.1.a) del Tratado de Funcionamiento de la Unión Europea, que regula la cooperación judicial en materia penal entre los Estados miembros de la Unión Europea, vista la propuesta de siete de dichos Estados miembros: Bélgica, Bulgaria, Estonia, España, Austria, Eslovenia y Suecia.
Adoptada por el Parlamento Europeo y el Consejo el 3 de abril de 2014, su aplicación no se extiende ni a Irlanda ni a Dinamarca en aplicación de sendos protocolos al Tratado de funcionamiento de la Unión que articulan las cláusulas opt in para Reino Unido e Irlanda y opt out para Dinamarca.
El legislador español traspuso el contenido de la Directiva al ordenamiento jurídico nacional mediante la Ley 3/2018, de 11 de junio, por la que se modifica la Ley 23/2014, de 20 de noviembre, de reconocimiento mutuo de resoluciones penales en la Unión Europea, para regular la Orden Europea de Investigación, incorporando el actual texto de los artículos 186 a 223. A tal fin, se prevén dos escenarios posibles en cuanto a la emisión de un Orden Europea de Investigación desde el Estado español, con carácter general (artículos 188 a 194) y respecto de medidas de investigación específicas (artículos 195 a 204), o bien, en los supuestos en que el Estado español deba ejecutar la Orden Europea de Investigación solicitada por otro Estado miembro, de igual forma, con carácter general (artículos 205 a 213) y respecto de medidas de investigación especificas (artículos 214 a 223).